# Runö kommun
Runö kommun (estniska: Ruhnu vald) är en kommun i landskapet Saaremaa (Ösel) i sydvästra Estland. Den ligger cirka 200 kilometer söder om huvudstaden Tallinn och är Estlands befolkningsmässigt minsta kommun.

## Geografi
Kommunen omfattar ön Runö samt ett antal mindre närliggande holmar varav den största heter Holm.

### Karta

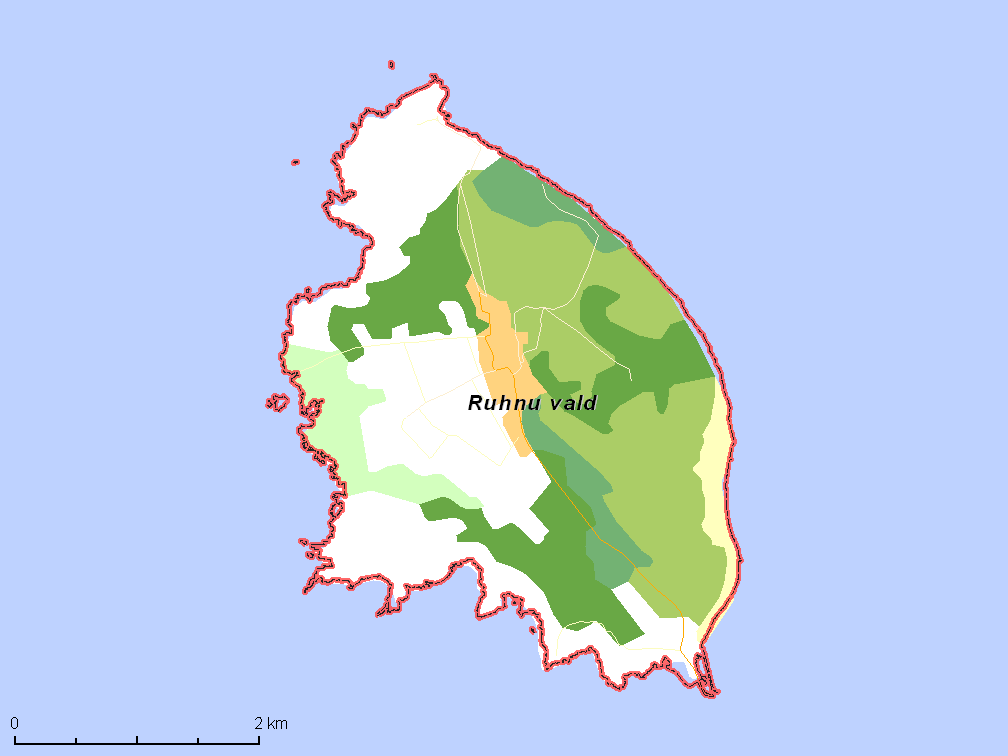
Översiktlig karta över kommunen.

## Orter
I Runö kommun finns endast en by.

### Byar
- Runö